# Belváros (Veszprém)
Veszprém belvárosa a város közigazgatási, közlekedési, kereskedelmi és kulturális központja. Veszprém látványosságainak túlnyomó része itt található, itt ülésezik a városi és a megyei önkormányzat, itt találkoznak a Budapest, Balatonalmádi, Balatonfüred, Tapolca, Szombathely és a vasútállomás felől a városba érkező utak is.

## Története
Veszprém városközpontja – elhelyezkedésében és területi kiterjedésében – a történelem során többször, mondhatni folyamatosan változott, ugyanígy funkciójában is. Veszprém városközpont-vándorlásának története sajátos, s a területi változás mellett jellegzetes funkciórendeződést is mutat. Középkori elhelyezkedésétől a második világháborúig lényegében a Várhegy előtti északi résztől, a Hosszú ma Jókai) utcától a mai Óváros térig, a Rákóczi utcáig terjedt. Majd innen elágazva a Kossuth Lajos utcán át a mai Jutasi útig (kereskedelmi zóna), Megyeház téren (közigazgatási zóna), Ranolder utcában (kulturális zóna) és a Béke ligetig, Komakút térig folytatódott.
Az elmúlt század négy utolsó évtizede során a város megváltozott  szerepköre igen nagy mennyiségű városi-, illetve megyeszékhelyi feladatot is hozott, mind államigazgatási, mind gazdaságszervező és tudományos területen. Egyúttal a várostest növekedéséből adódóan számtalan alapfokú intézmény-funkció a városközpontban maradva elszakadt a környező lakóterületektől (ma már városrészektől), meglevő kapacitásában  elmaradt az új igényektől. Ezért a 20. század végére aktuálissá vált egyes funkcióinak városrész-központokba történő áttelepítése is.
A városközpont intézményfunkciói mellett igen komoly szerepet játszik az országos és a városon belüli közlekedésben. Ez nagyon komoly következményekkel jár a városközpont saját funkcióiban (például az intézmények parkoló-szükségletében, balesetveszélyes gyalogos-átkelő pontokban, stb.). Nem véletlen tehát, hogy az elmúlt évtizedek városrendezési koncepcióját adó általános rendezési tervekben permanens feladatot jelentett a városközpont (belváros) közlekedési rendezése. A városi úthálózat bármiféle továbbfejlesztése a városközpont forgalmi rendezésével való foglalkozást is igényelte.  
Az első, a városközpont rendezését (Cserhát, Gráner udvar környéke) célzó városrendezési tervezés már 1954-ben jelentkezett. A városközpont átfogó rendezésére az 1964. évi Kotsis Lajos-féle (VÁTI) részletes rendezési terv vállalkozott. Ez részben a 8. sz. főközlekedési út belvárosi szakaszának délre húzására, részben a változó nagyságú város új intézményközpontjának funkcionális továbbfejlesztésére adott javaslatot.
A városközpont tényleges alakulására igen nagy jelentőségű építészeti beavatkozást hozott a hetvenes évek első felében a Márton István (LAKÓTERV) tervezésében megvalósuló bevásárlóközpont és toronyház, útáthelyezés, Kossuth utcai gyalogos utca kialakítási programja. Részben e sajátságos rekonstrukciós módszer reakciójaként, részben a városépítészetben megjelenő új felfogás, a települési hagyományok hasznosítására való fokozottabb törekvés eredményeként már a hetvenes évek közepétől indul a belváros Cserhát-tömbjének rehabilitációs módszerrel való megújítása, a Veszprémterv kollektívájának tervezésében.

## A várnegyed

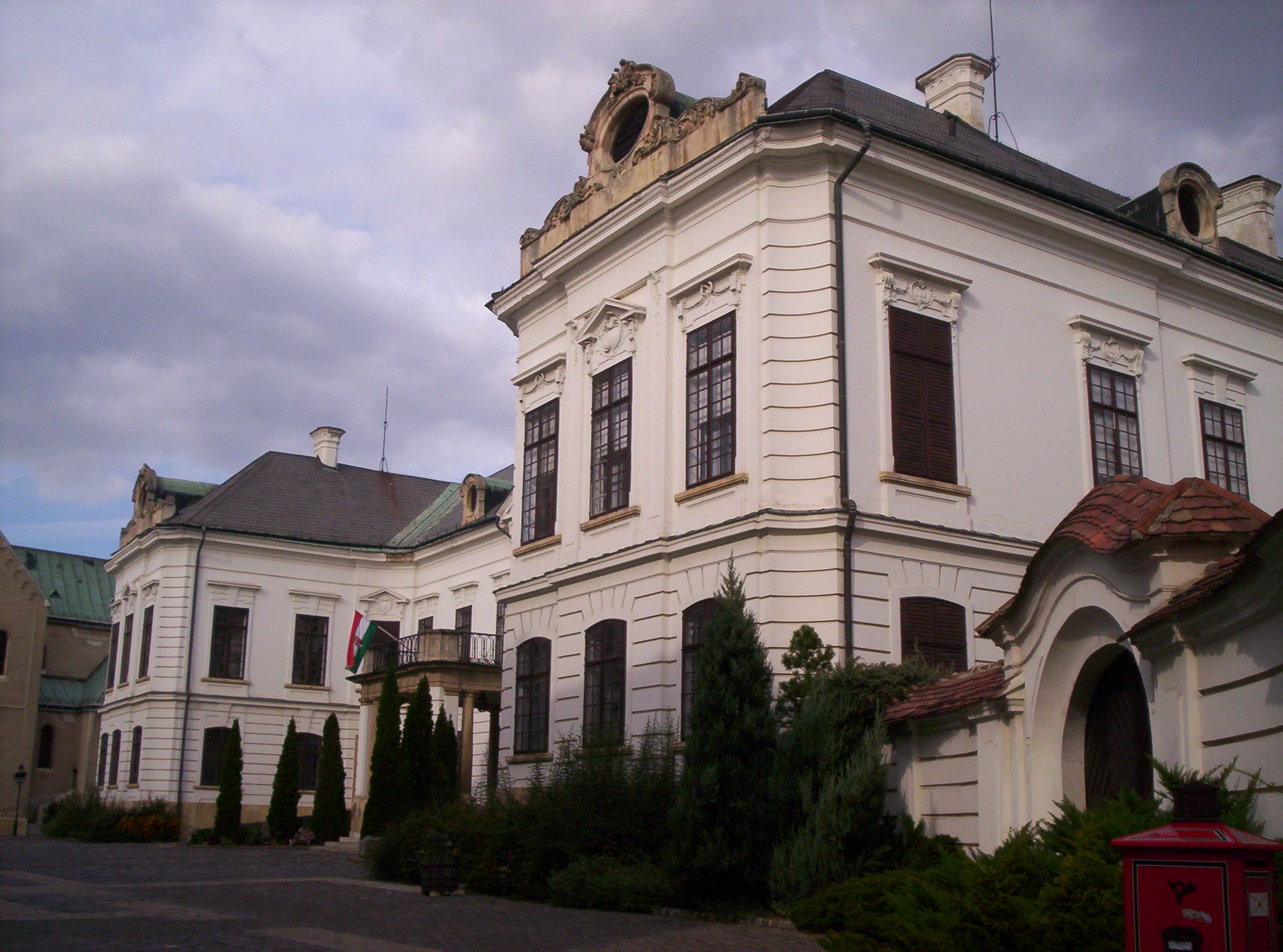
Érseki palota

A veszprémi várnegyed a várból, illetve az ahhoz az Óváros térről fölvezető rövid útszakaszból áll. Egyetlen utca, a Vár utca alkotja, amely északi részén (a korábban, illetve a köznyelvben ma is Szentháromság térnek nevezett) térré szélesedik.
Veszprém vára egy körülbelül 500 méter hosszú, 100-150 méter széles és 40 méter magas dolomitsziklán – a Várhegyen – helyezkedik el. Anonymus szerint a vár már a honfoglalás előtt állt; ha ez igaz, akkor eredetileg frank vagy avar erődítmény lehetett. Mindenesetre a vár kiépítése Géza fejedelem és Szent István király nevéhez kapcsolható.
A középkorban a vár két részből állt, amelyeket árok választott el egymástól. Az egykori északi és déli várat összekötő kapu alaprajza ma is látható a Szentháromság tér déli részén.
A török időkben jelentős védműveket emeltek a vár köré, a falakat megerősítették. A 18. század folyamán, a veszély elmúltával ezeket vagy elbontották, vagy az épületekbe foglalták; eredeti formájában csak a délnyugati bástya maradt meg.

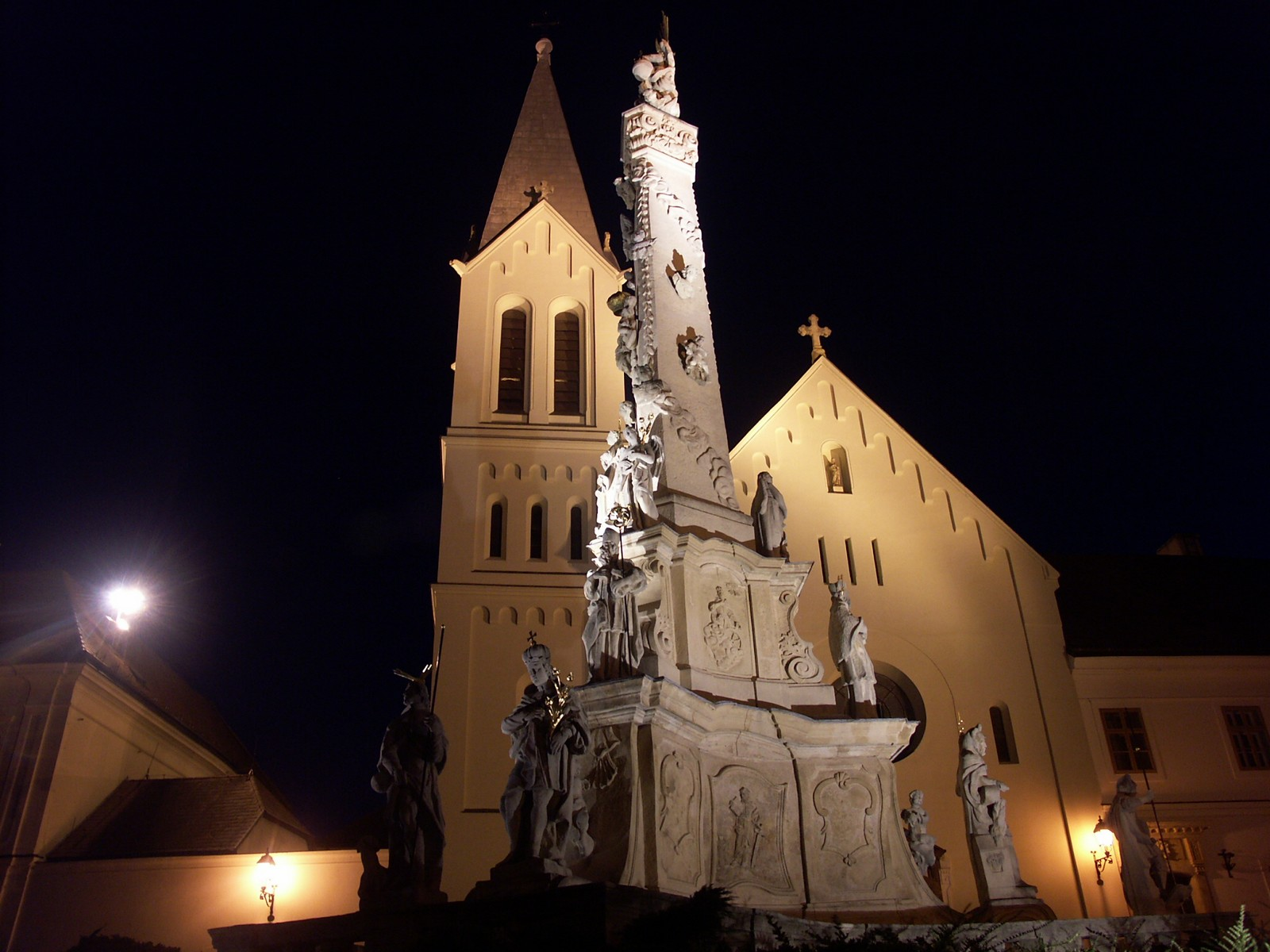
A Szentháromság-oszlop, a háttérben a ferences templommal

Bár a vár épületein majdnem minden korstílus jellegzetességei megtalálhatók, a barokk stílus a domináns.
A vár legészakibb pontján áll Szent István és Gizella királyné szobra, Ispánki József 1938-as alkotása. Mellette a Pannon Egyetem épületei, majd jobbra a Gizella Királyné Múzeum, balra pedig a Szent György-kápolna romjai állnak. A legenda szerint ebben a 10. vagy 11. században épült kápolnában tette szüzességi fogadalmát Szent Imre herceg.
A Szentháromság tér közepén áll az 1750-ben emelt Szentháromság-oszlop. A tér északi részén találjuk a Szent Mihály-székesegyház neoromán épületét (alapjai 10. századiak). Tőle jobbra helyezkedik el a barokk nagypréposti palota, majd a kicsi Gizella-kápolna, Veszprém legrégebbi – 13. századi – épülete, ezután pedig a barokk Érseki (korábbi Püspöki) palota (1763), Fellner Jakab alkotása. A Gizella-kápolna előtt található a 2002-ben felújított, 41 méter mély Várkút, amelybe szokás pénzérméket dobálni (de csak miután kívántunk valamit).
A tér másik oldalának legfontosabb épülete a ferences templom (1730) és a Dubniczay-ház (1751).
A Vár utcán tovább haladva a klasszicista stílusú piarista templomot (1833) és kolostort vehetjük szemügyre. Jobbra helyezkedik el a törvényszék nagy épülete, amely hosszú ideig, a közelmúltig otthont adott a városi börtönnek is.

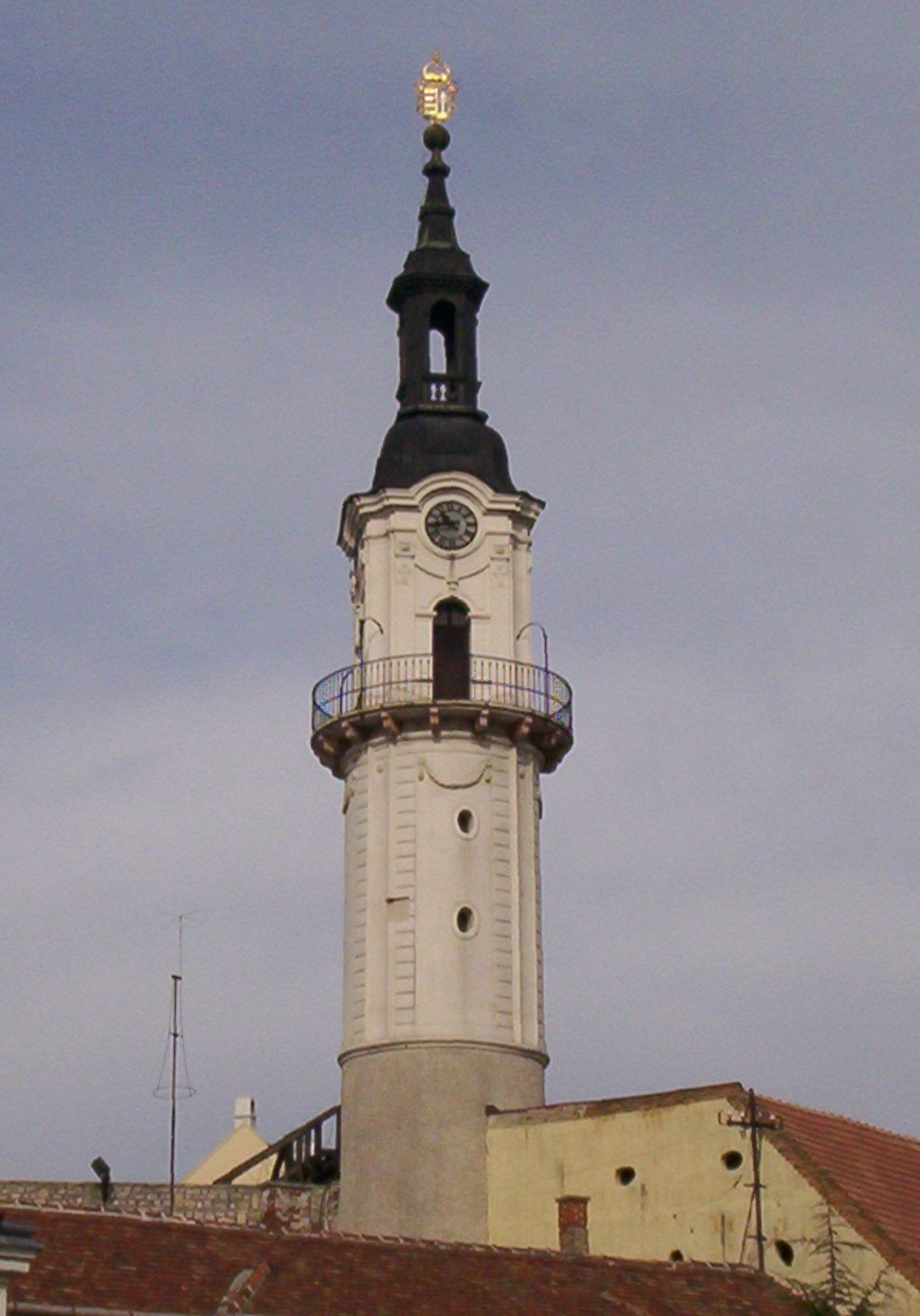
Tűztorony

A vár legdélebbi pontján található a Tűztorony (korábban Vigyázótorony), amelynek alsó része középkori, felső része pedig 1814-ből való.
A vár az 1936-ban, az első világháború halottjainak emlékére emelt Hősi kapuban végződik. A kapu tornyában működik a Vármúzeum. A Hősi kapu után jobbra a tűzoltóságnak épült Fecskendőház a várnegyed utolsó épülete; a ház homlokzatán a következő disztichon olvasható:
„VárosI poLgárok pénzén épüLe föL e ház,
Itt tüzI pusztItás VéDeLeM eszköze áLL.”
Ha a kiemelt betűket mint római számokat összeadjuk, az építés évét, 1814-et kapjuk.
A Várhegy északi folytatása a Szentháromság térről megközelíthető, parkosított Benedek-hegy, ahonnan szép kilátás nyílik a Viaduktra és a Dózsavárosra.

## Az Óváros tér

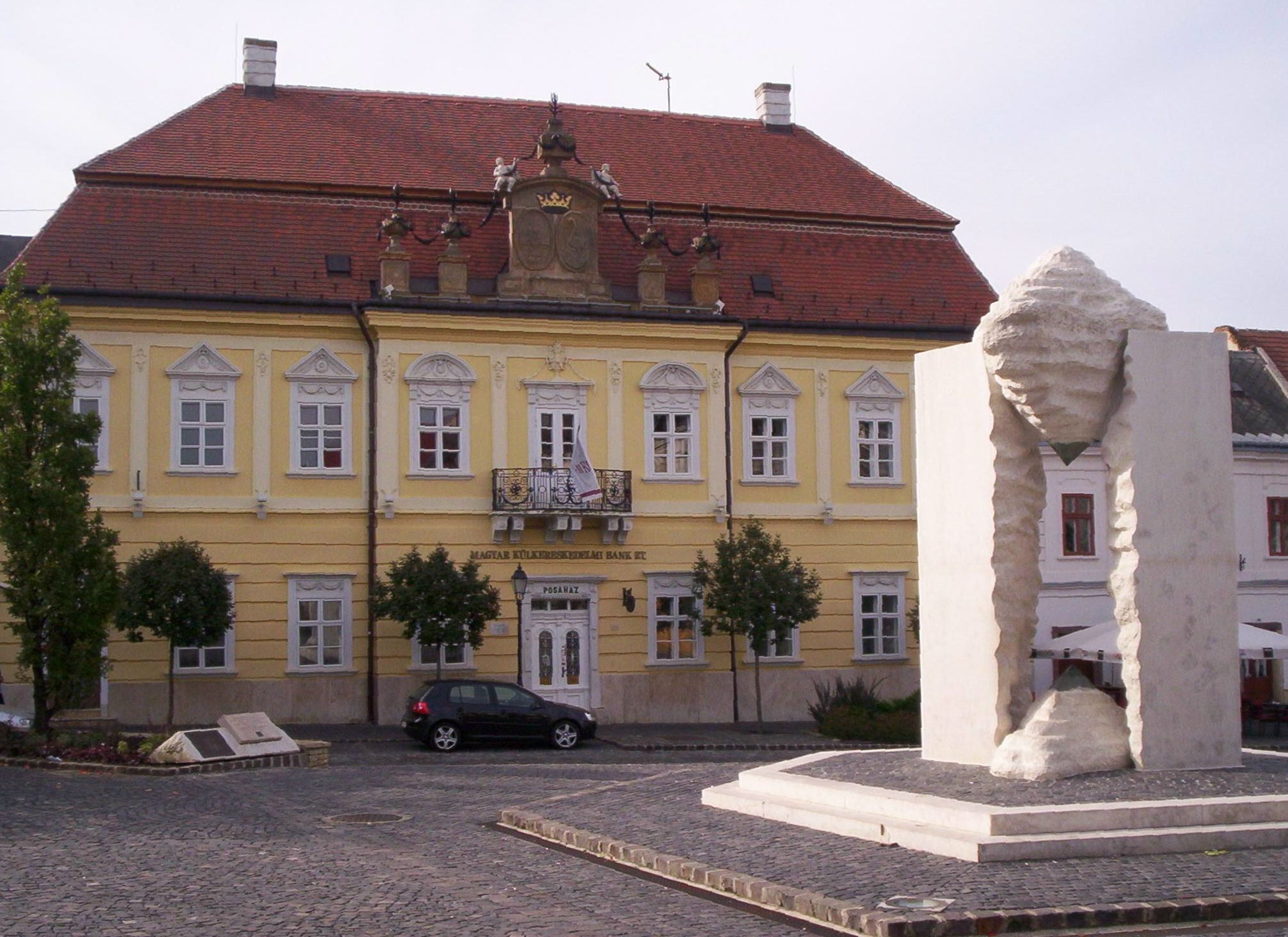
A Pósa-ház és a 2000-ben emelt millenniumi emlékmű az Óváros téren

Az Óváros tér egy kisebb dombon helyezkedik el a várhegy déli végében. Mai nevét csak a rendszerváltozás után kapta; korábban Vörös Hadsereg térnek, azelőtt Rákóczi térnek, illetve Piactérnek hívták, mivel a 20. század első feléig itt működött a város nagyobbik piaca. A teret a Városháza (korábban a járási tanács épülete) 1990-es években megújított és kibővített, de eklektikus stílusban megőrzött épülete uralja. A tér nyugati oldalán látható az 1793-ban épült késő barokk stílusú Pósa-ház (ma banképület).
A teret körülölelő többi épület nagyrészt a 19. század második felében, illetve a 20. század elején emelt, műemléki védelmet élvező, földszinti üzleteket tartalmazó polgárház, ezek a helyi provinciális szecesszió különféle irányzatainak épület-gyűjteményét alkotják.
A tér délen a valamivel szerényebb külsejű polgárházakkal szegélyezett Rákóczi utcában folytatódik.

## A Szabadság tér

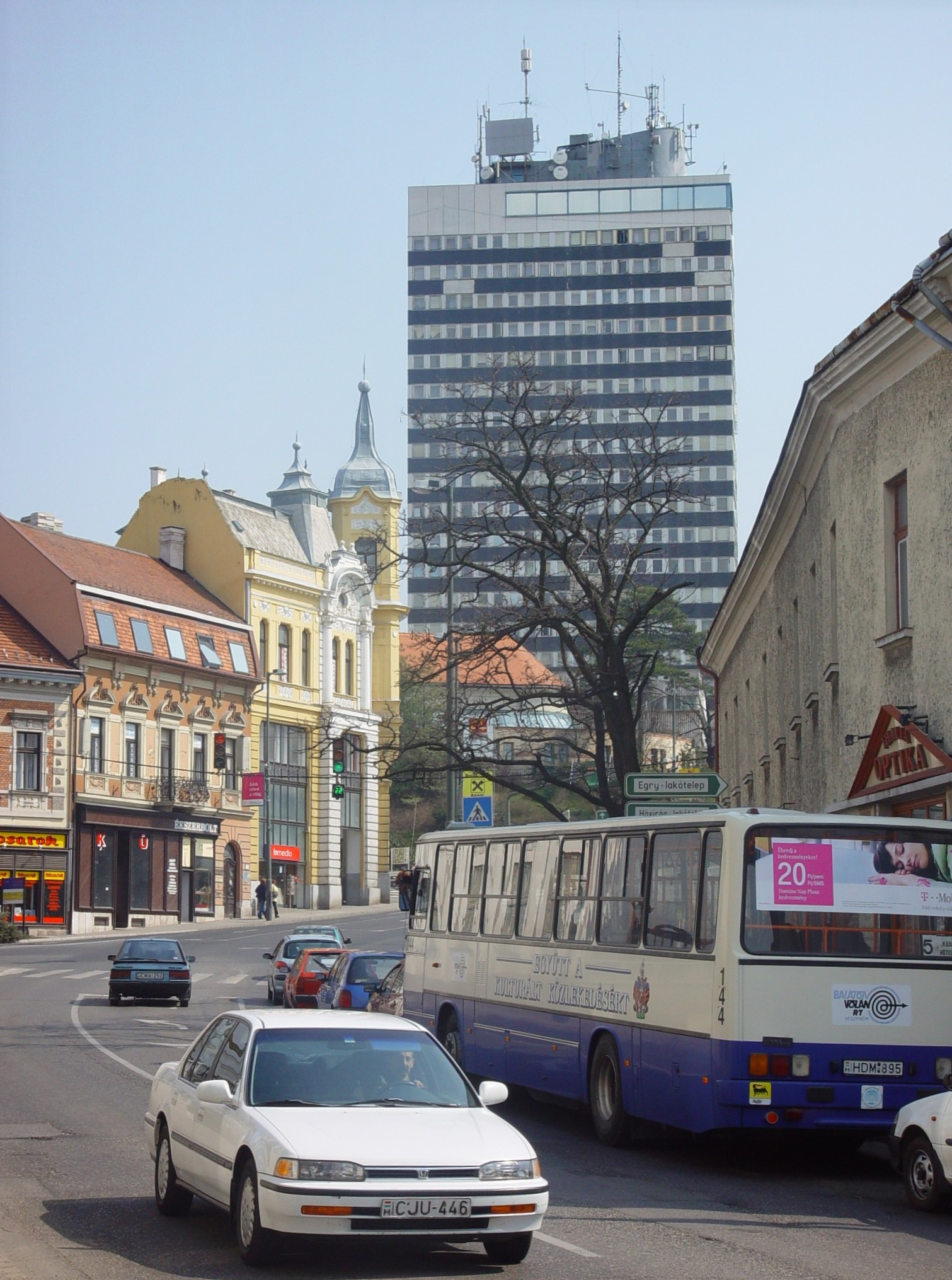
A Szabadság tér az Óvári Ferenc utca felől, a háttérben a húszemeletes épülete

A Szabadság tér a város egyik legfontosabb közlekedési csomópontja. Itt fut össze a Rákóczi utca, a Ranolder tér felől érkező Horgos utca, a Szombathely és Tapolca irányából érkező Óvári Ferenc utca, az 1956-os forradalom veszprémi mártírjának nevét viselő Brusznyai Árpád utca, valamint a Kossuth utca; továbbá innen indul ki még a Buhim utca (az Aranyos-völgy felé) és a Megyeháza előtt elvezető kis útszakasz, ami a tapolcai úthoz vezet.
A Szabadság térre, a Rákóczi utcához hasonlóan, 19. századi és 20. század eleji polgárházak jellemzők. A legjelentősebb közülük az 1793-as Kapuváry-ház, amely hosszú ideig adott otthont a város önkormányzatának. A házak mögött hangulatos kis utcák, udvarok, lépcsők találhatók.
A Brusznyai utca déli oldalán, a Szabadság tértől néhány méterre találjuk az egykori Séd mozi épületét, amelyben a mozi néhány évvel ezelőtti megszűnése óta a Pannon Várszínház működik.

## A Ranolder tér

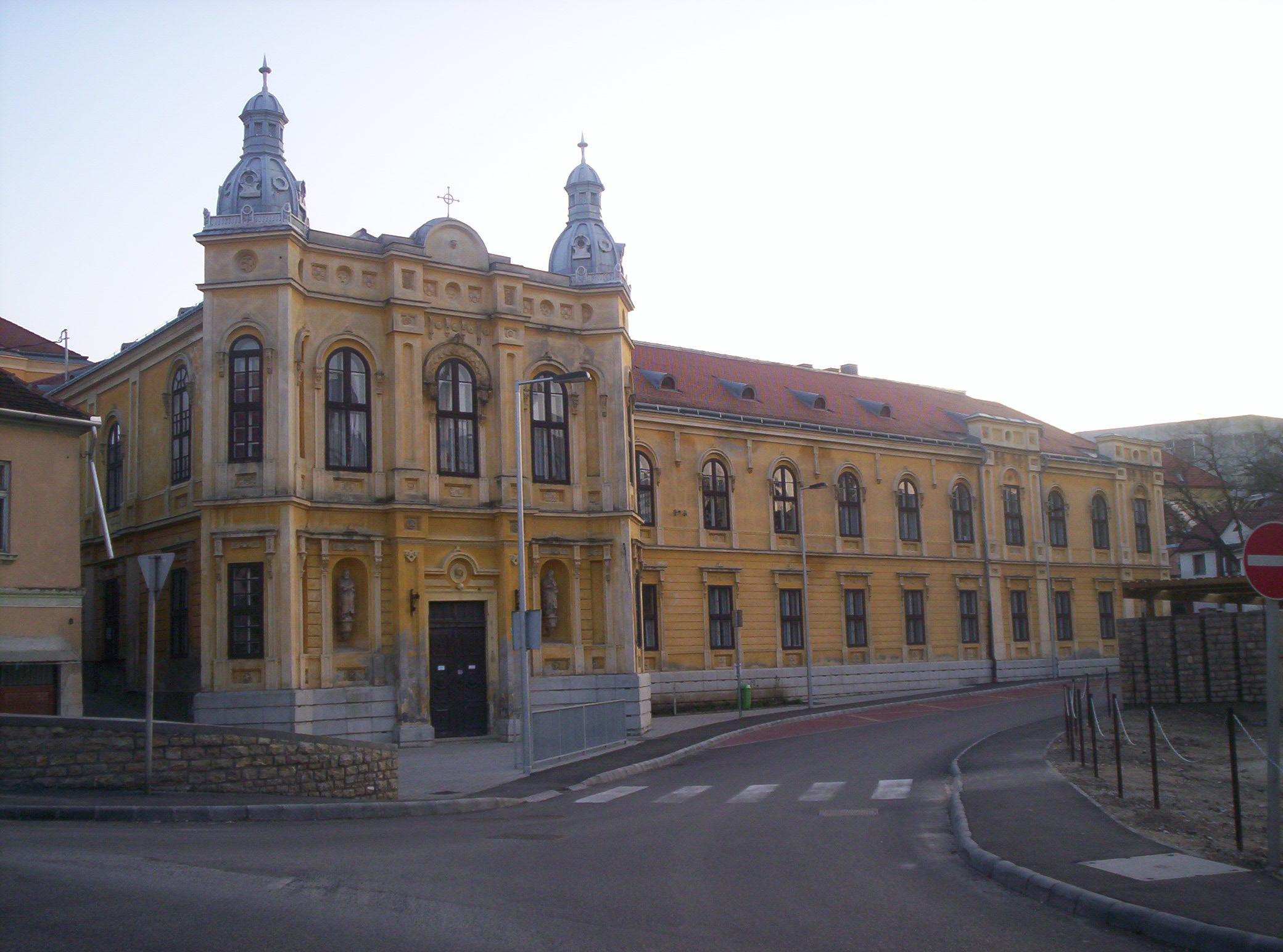
Ranolder János tér

A Ranolder János veszprémi püspökről elnevezett tér a Szabadság térről a Horgos vagy az ezzel párhuzamos Virág Benedek utcán közelíthető meg. A második világháborútól a rendszerváltozásig a Béke tér nevet viselte.
A tér a Várheggyel párhuzamos „Hosszú-völgy” végét képezi; közepén az 1724-ben, Salomváry János táblabíró által barokk stílusban építtetett Szent Anna-kápolna helyezkedik el. Ha hihetünk a közeli Jókai utcán olvasható feliratnak, az 1803-as veszprémi árvíz idején a Ranolder tértől mintegy 500 méterre folyó Séd vízszintje egészen a kápolna oltárjáig emelkedett. A tér délkeleti oldalán (és a jobb oldali képen) a Padányi Bíró Márton Római Katolikus Iskola egyik épületét találjuk.
A Ranolder térről északnyugati irányba induló Jókai Mór utca (korábban Hosszú utca) a Hosszú-völgyön át egészen a Dózsavárosig vezet; az észak felé tartó lépcsőn az Óváros tér, a nyugatra induló Bem József utcán a Jeruzsálemhegy, a dél felé haladó Toborzó utcán át pedig a Színházkert érhető el.

## A Színházkert és környéke

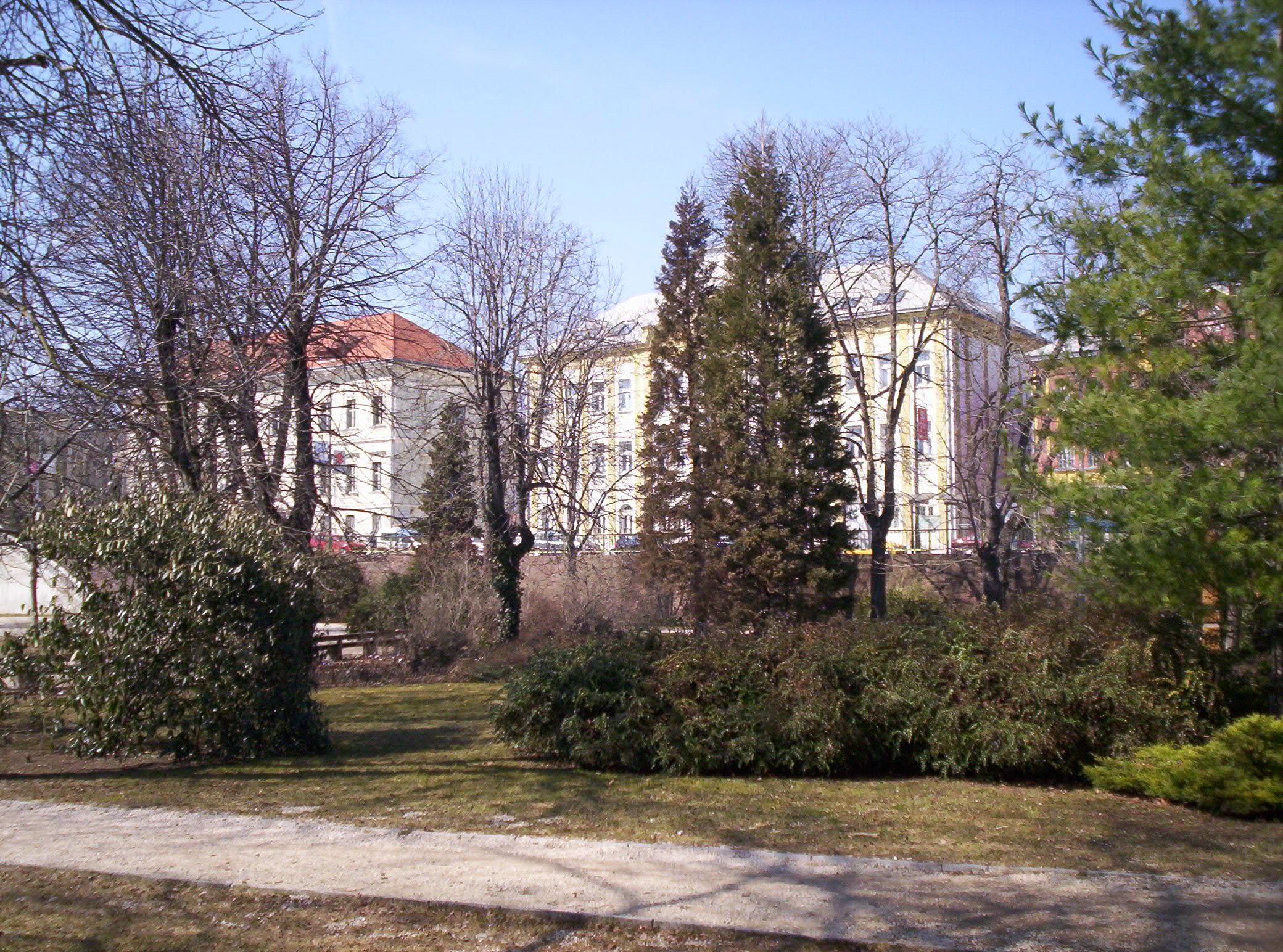
Az Óvári Ferenc utca a Színházkertből

A Színházkert a belváros egyetlen nagyobb parkja; korábban Belső Püspökkertnek nevezték, mert a veszprémi püspök tulajdona volt. Északon az Óvári Ferenc utca, keleten a neoreneszánsz stílusban, 1885 és 1887 között épült Megyeháza, délkeletről az Erzsébet-liget, délről a Kálvária-hegy, nyugaton pedig az Eötvös Károly Megyei Könyvtár (egykoron a püspöki jószágkormányzóság épülete) 20. század legvégén kibővített neogótikus épülete szegélyezi.
A Színházkert északkeleti végében helyezkedik el a Petőfi Színház, amely 1908-ban készült el Medgyaszay István tervei alapján, szecessziós stílusban.
A Színházkertet délkeletről érintő Erzsébet-liget (az egykori Külső Püspökkert) keleti részén található a Laczkó Dezső Múzeum (1903), mellette pedig a bakonyi parasztházak egykori életét felelevenítő Bakonyi Ház épülete.

## A Kossuth utca és a Cserhát

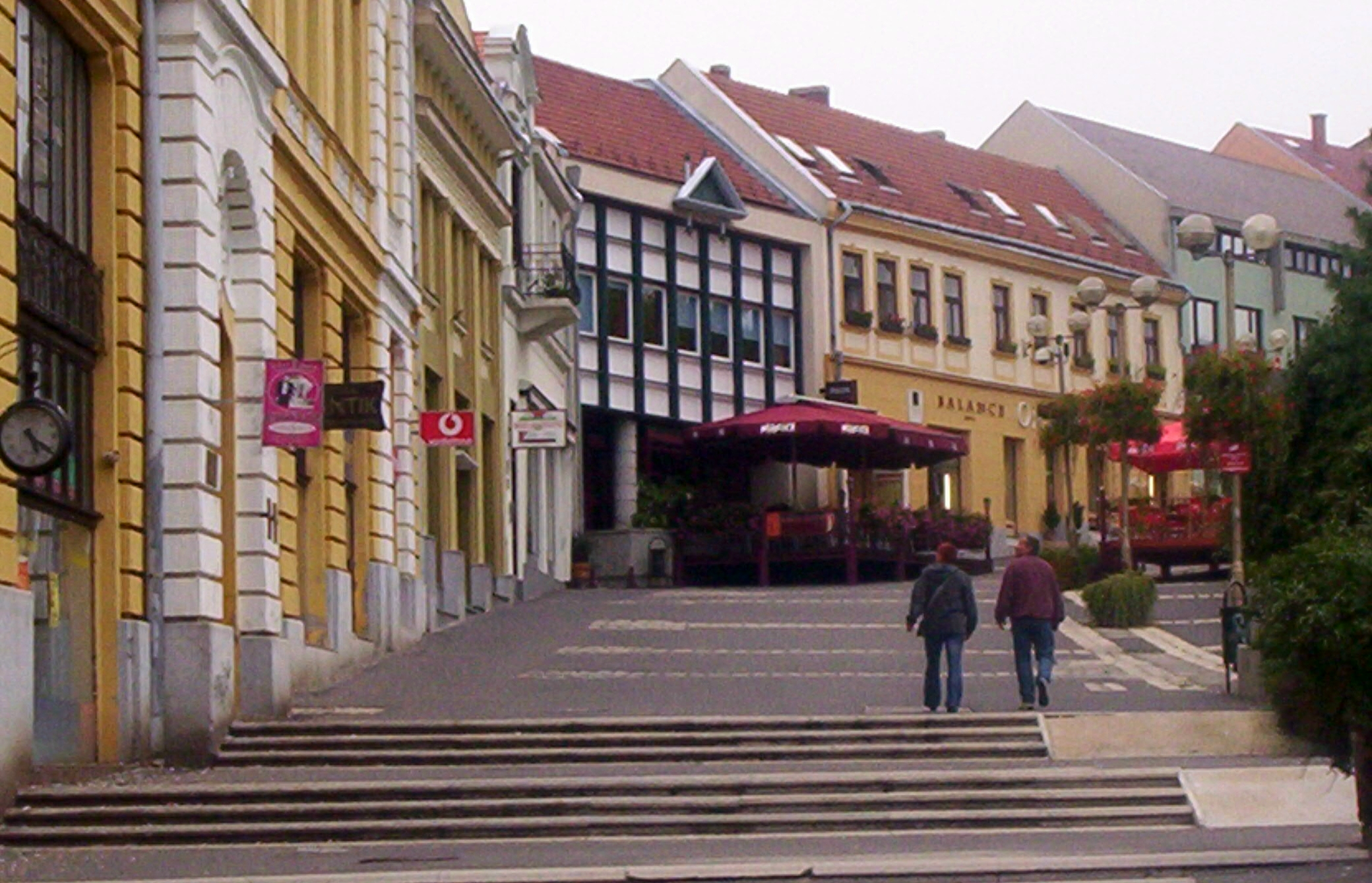
Üzletek a Kossuth utcán

A Szabadság térről kiinduló Kossuth Lajos utcát, amint már említettük, viszonylag kevés ideje tekintik a belváros részének. Nyugati oldalát polgárházak alkotják, romantikus kis bevásárlóudvarokkal. Keleti oldalán az evangélikus templom, valamint a 20. század második feléből származó modern épületek vehetők szemügyre. Ezeket a város vezetése azzal a céllal építtette, hogy a „régi” belváros mellé egy „új”, modern városközpontot hozzanak létre. Itt található a húszemeletes is, Veszprém legmagasabb épülete (igaz, valójában csak 19 szintből áll).
A Kossuth utca a város legnagyobb bevásárlóövezete. Számos áruház, bevásárlóközpont és kis üzlet várja itt a vásárlókat.
A Kossuth utcától északra fekvő Cserhát egykori földszintes házait elbontották, ma itt lakótelep helyezkedik el. A Cserhát keleti végében található a veszprémi autóbusz-pályaudvar, és innen indul a vasútállomásra vezető út, a Jutasi út is.
A Kossuth utcától délre, a Veszprém Hotel épülete előtt van a város helyijárati buszközlekedésének legnagyobb csomópontja. Innen nyugati irányban haladva közelíthető meg a Megyei Kórháznak az Erzsébet-liget fölé magasodó épületegyüttese.

## Külső hivatkozások
- Veszprémi 7 nap XIX.19. (2013.05.17) - p4.: A belvárosról - ISSN 1219-0748.
- VEHIR.hu (2013.05.09.): Rekviem a Belvárosért - ismertetés az azonos című közéleti fórum-előadásról (2013.05.08.).
- VESZPORT.hu (2013.05.09.): Városfejlesztés másképpen - ismertetés az azonos című, 2013.05.08-i közéleti fórum rendezvényéről